# كأس السوبر الأوروبي 2023
كأس السوبر الأوروبي 2023 (بالإنجليزية: 2023 UEFA Super Cup)‏، هي النسخة الـ 48 من بطولات كأس السوبر الأوروبي، وهي مباراة كرة قدم سنوية ينظمها الاتحاد الأوروبي لكرة القدم وتجمع بين أبطال أقوى بطولتين كروتين للأندية الأوروبية، وهما بطولة دوري أبطال أوروبا وبطولة الدوري الأوروبي.
اقيمت البطولة بين الفائز في بطولة دوري أبطال أوروبا 2022–23 والفائز ببطولة الدوري الأوروبي 2022–23 في مباراة حاسمة، ستقام في أغسطس 2023. ستقام المباراة النهائية على كازان أرينا الواقع في مدينة قازان في روسيا. وهو الذي يستع لحضور 45,105 متفرج.
بعد الغزو الروسي لأوكرانيا عام 2022، لم يكن من المؤكد ما إذا كانت المباراة ستقام في كازان وتم تعليق روسيا من مسابقات الاتحاد الاوروبي والفيفا في فبراير 2022، كما تم نقل نهائي دوري أبطال أوروبا 2022، المقرر عقده في سانت بطرسبرغ إلى باريس. دعا المسؤولون في تتارستان الاتحاد الأوروبي لكرة القدم للحفاظ على المنافسة في قازان. في 25 يناير 2023، جردت اللجنة التنفيذية للاتحاد الأوروبي لكرة القدم كازان حقوق الاستضافة ونقلت المباراة إلى ملعب كارايسكاكيس في بيرايوس في اليونان.

## الاستضافة

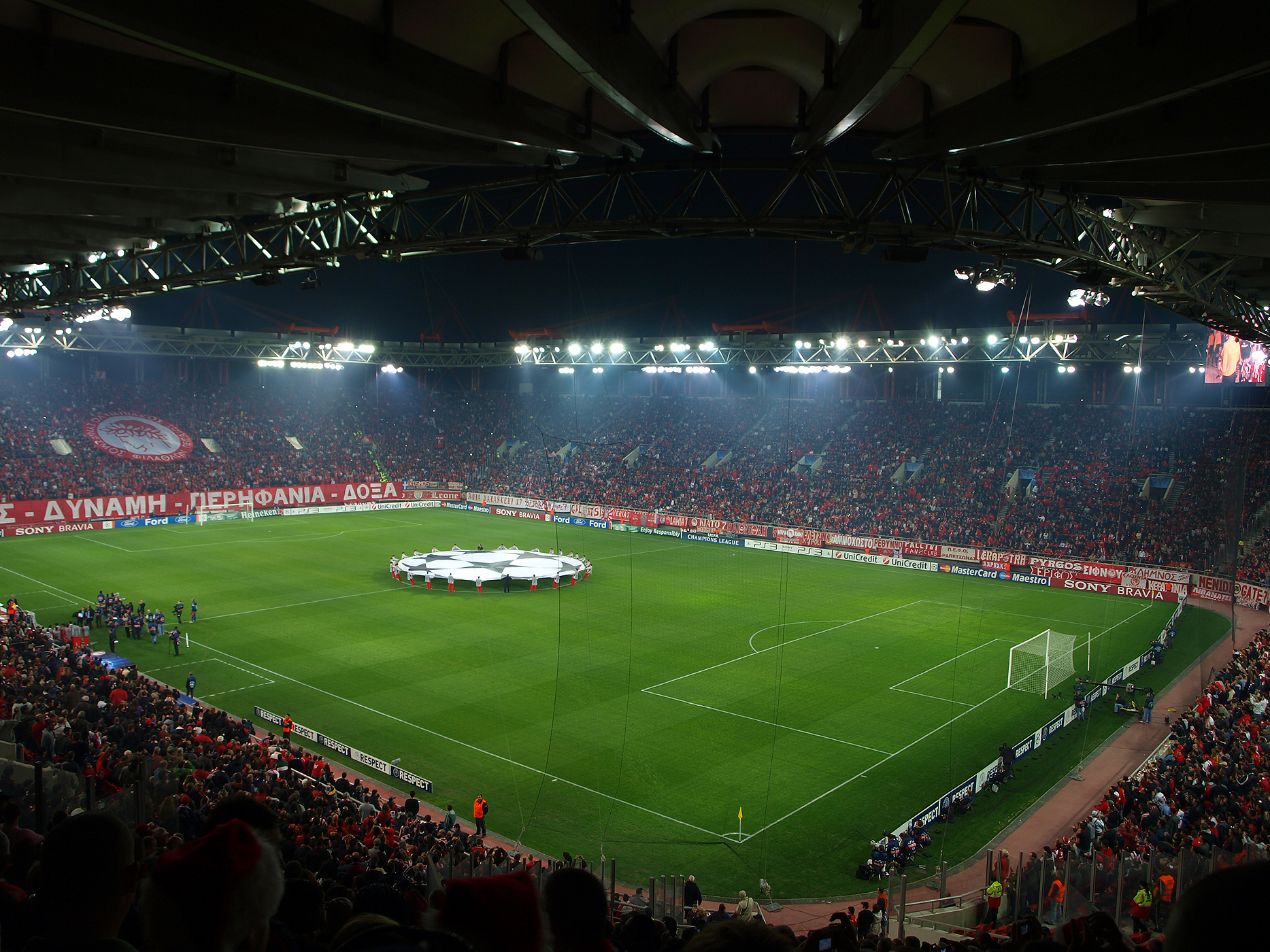
استضاف ملعب كارايسكاكيس في بيرايوس المباراة.

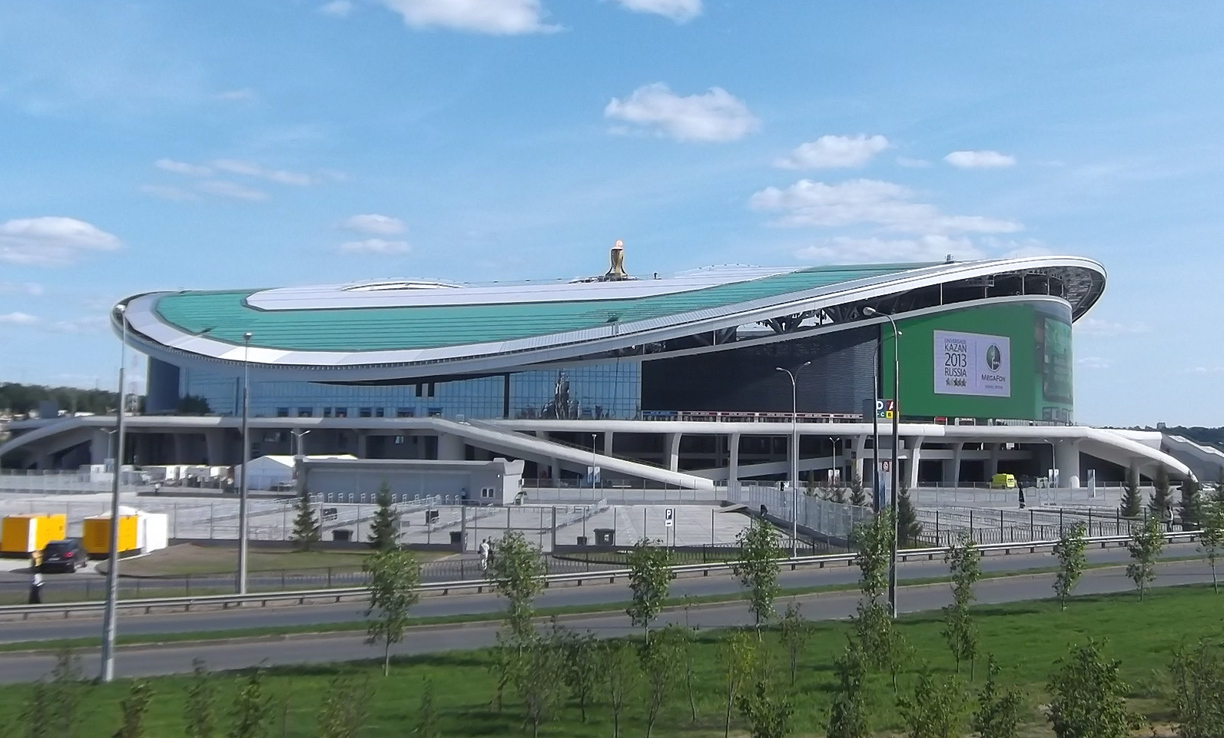
تم اختيار كازان أرينا في قازان في الأصل لاستضافة المباراة، حتى قرر الاتحاد الأوروبي لكرة القدم نقل المكان إلى ملعب كارايسكاكيس في بيرايوس، اليونان بسبب الغزو الروسي لأوكرانيا.

### اختيار المستضيف الاساسي
تم اختياركازان أرينا في قازان، روسيا، في الأصل كمضيف نهائي من قبل اللجنة التنفيذية للاتحاد الأوروبي لكرة القدم خلال اجتماعهم في أمستردام، هولندا، في 2 مارس 2020. كما قدم الاتحاد الألباني لكرة القدم عرضًا لاستضافة المباراة في تيرانا، لكنه سحب ترشيحه قبل التصويت.
كانت المباراة هي أول كأس السوبر الأوروبي تقام في روسيا، والثاني كنهائي مسابقة الأندية لليويفا الذي يقام في المدينة بعد نهائي كأس الاتحاد الأوروبي للسيدات 2009. كان الملعب في السابق مكانًا لاقامة كأس القارات 2017، حيث استضاف ثلاث مباريات في دور المجموعات ونصف نهائي، وكأس العالم 2018، حيث استضاف أربع مباريات في دور المجموعات ودور الـ16 مباراة وفي ربع النهائي.

### الانتقال إلىبيرايوس
بعد الغزو الروسي لأوكرانيا عام 2022، لم يكن من المؤكد ما إذا كانت المباراة ستقام في قازان. تم تعليق روسيا من مسابقات الاتحاد الاوروبي والفيفا في فبراير 2022، كما تم نقل نهائي دوري أبطال أوروبا 2022، المقرر عقده في سانت بطرسبرغ إلى باريس. دعا المسؤولون في تتارستان الاتحاد الأوروبي لكرة القدم للحفاظ على المنافسة في قازان. في 25 يناير 2023، جردت اللجنة التنفيذية للاتحاد الأوروبي لكرة القدم قازان حقوق الاستضافة ونقلت المباراة إلى ملعب كارايسكاكيس في بيرايوس في اليونان.

## الاندية
| الفريق       | التأهل                        | المشاركات السابقة (بخط عريض يشير إلى الفائزين) |
| ------------ | ----------------------------- | ---------------------------------------------- |
| مانشستر سيتي | بطل دوري أبطال أوروبا 2022–23 | لا يوجد مشاركات سابقة                          |
| نادي إشبيلية | بطل الدوري الأوروبي 2022–23   | 6 (2006, 2007، 2014، 2015، 2016، 2020)         |

## ما قبل المباراة

### تعديل لوائح البطولة
قرر اليويفا إجراء تعديل في لوائح البطولة، حيث سيتم اللجوء إلى ركلات الترجيح مباشرة لحسم المباراة، في حال انتهاء الشوطين الأصليين بنتيجة التعادل، دون خوض شوطين إضافيين من نصف ساعة، كما كانت تنص لائحة البطولة. فوفقا للمادة 12 من اللائحة الجديدة، في حالة استمرار نتيجة التعادل خلال وقت المباراة الأصلي (90 دقيقة من شوطين)، سيتم تحديد البطل عبر ركلات الترجيح، وعدم خوض 30 دقيقة مقسمة إلى فترتين كل منهما 15 دقيقة. وبحسب صحيفة "ماركا الإسبانية"، فإن تعديل اللائحة جاء بهدف تجنب إجهاد اللاعبين، لأن المباراة تقام في بداية الموسم الجديد، وفي درجة حرارة مرتفعة.

### الحكام
في 14 أغسطس 2023 عين الاتحاد الأوروبي لكرة القدم الحكم الفرنسي فرانسوا ليتكسير حكماً للمباراة. كان فرانسوا ليتكسير أحد حكام الفيفا منذ عام 2017 وعمل سابقًا كأحد الحكام المساعدين بالفيديو لكأس السوبر 2019. ورافقه مواطنوه سيريل موغنييه ومهدي رحموني كمساعدين للحكم، بينما عمل إسبن إسكوس من النرويج كحكم رابع. تم اختيار المواطن جيروم بريسارد ليكون حكم الفيديو المساعد، مع مواطنيه إريك واتيلييه وفدياي سان من سويسرا كمساعدين لمسؤولي حكم الفيديو المساعد.

## المباراة

### ملخص المباراة
اقترب مانشستر سيتي من افتتاح التسجيل في الدقيقة الثامنة بعد رأسية ناثان أكي أنقذها ياسين بونو. كما سدد جاك غريليش محاولة من خارج منطقة الجزاء أنقذها بونو في الدقيقة 17. في الدقيقة 25 تقدم إشبيلية بعد عرضية من ماركوس أكونيا في منطقة الجزاء ووجدت طريقها إلى رأس يوسف النصيري الذي تمكن من تسديد الكرة بالرأس في الزاوية اليسرى السفلية للشباك.
في الشوط الثاني، تم وضع يوسف النصيري في المرمى من قبل لوكاس أوكامبوس قبل أن ينقذ إيدرسون جهده الناتج. جعل كول بالمر الهدف 1–1 في الدقيقة 63 بعد ضرب الكرة بضربة رأس في شباك بونو عبر تمريرة عرضية من رودري. في الدقيقة 64، تم وضع النصيري على المرمى مرة أخرى من قبل أوكامبوس ولكن تم صده مرة أخرى من قبل إيدرسون. كما سدد بالمر كرة لولبية أنقذها بونو في الدقيقة 69. يؤدي الضغط المستمر من السيتي في النهاية إلى حصول أكي على رأسية في النهاية تم قلبها من قبل بونو.
انتهت المباراة 1–1 بعد 90 دقيقة وهكذا ذهبت لركلات الترجيح. مع تسجيل الفريقين أول أربع ركلات ترجيح، سجل كابتن السيتي كايل ووكر ركلة الجزاء الخامسة قبل أن يهدر نيمانيا جوديلي ركلة الجزاء الحاسمة لإشبيلية بضرب العارضة مما يعني فوز مانشستر سيتي بكأس السوبر 5-4 بركلات الترجيح.

### التفاصيل
| مانشستر سيتي                                   | 1–1   | إشبيلية                                        |
| ---------------------------------------------- | ----- | ---------------------------------------------- |
| بالمر 63'                                      | تقرير | النصيري 25'                                    |
| ركلات الترجيح                                  |       |                                                |
| - هالاند - ألفاريز - كوفاتشيتش - غريليش - ووكر | 5–4   | - أوكامبوس - مير - راكيتيتش - مونتييل - غوديلي |

| مانشستر سيتي | إشبيلية |

| GK            | 31 | إيدرسون         |  |     |
| RB            | 2  | كايل ووكر       |  |     |
| CB            | 25 | مانويل أكانجي   |  |     |
| CB            | 24 | جوسكو جفارديول  |  |     |
| LB            | 6  | ناثان أكي       |  |     |
| CM            | 8  | ماتيو كوفاتشيتش |  |     |
| CM            | 16 | رودري           |  |     |
| RW            | 80 | كول بالمر       |  | 85' |
| AM            | 47 | فيل فودين       |  |     |
| LW            | 10 | جاك غريليش      |  |     |
| CF            | 9  | آرلينغ هالاند   |  |     |
| التبديلاتː    |    |                 |  |     |
| GK            | 18 | ستيفان أورتيغا  |  |     |
| GK            | 33 | سكوت كارسون     |  |     |
| DF            | 3  | روبن دياز       |  |     |
| DF            | 5  | جون ستونز       |  |     |
| DF            | 14 | إيميرك لابورتي  |  |     |
| DF            | 21 | سيرجيو غوميز    |  |     |
| DF            | 82 | ريكو لويس       |  |     |
| MF            | 4  | كالفين فيليبس   |  |     |
| MF            | 32 | ماكسيمو بيروني  |  |     |
| MF            | 87 | جيمس ميكاتي     |  |     |
| FW            | 19 | جوليان ألفاريز  |  | 85' |
| FW            | 52 | أوسكار بوب      |  |     |
| المدير الفنيː |    |                 |  |     |
| بيب غوارديولا |    |                 |  |     |

| GK                    | 13 | ياسين بونو       |     |       |
| RB                    | 16 | خيسوس نافاس      |     | 83'   |
| CB                    | 22 | لويك بادي        | 33' |       |
| CB                    | 6  | نيمانيا غوديلي   |     |       |
| LB                    | 19 | ماركوس أكونيا    |     |       |
| CM                    | 8  | جوان جوردان      |     |       |
| CM                    | 10 | إيفان راكيتيتش   |     |       |
| RW                    | 5  | لوكاس أوكامبوس   |     |       |
| AM                    | 21 | أوليفر توريس     |     | 74'   |
| LW                    | 17 | إريك لاميلا      | 62' | 90+3' |
| CF                    | 15 | يوسف النصيري     |     | 90+3' |
| التبديلاتː            |    |                  |     |       |
| GK                    | 1  | ماركو دميتروفيتش |     |       |
| DF                    | 2  | Federico Gattoni |     |       |
| DF                    | 3  | أدريا بيدروسا    |     |       |
| DF                    | 4  | غونزالو مونتييل  |     | 83'   |
| DF                    | 27 | كيكي سالاس       |     |       |
| MF                    | 18 | جبريل سوو        |     |       |
| MF                    | 24 | بابو غوميز       |     |       |
| MF                    | 26 | Juanlu Sánchez   | 90' | 74'   |
| MF                    | 28 | Manu Bueno       |     |       |
| FW                    | 7  | Suso             |     | 90+3' |
| FW                    | 9  | رافا مير         |     | 90+3' |
| FW                    | 11 | خيسوس كورونا     |     |       |
| المدير الفنيː         |    |                  |     |       |
| خوسيه لويس مينديليبار |    |                  |     |       |

| رجل المباراة كول بالمر (مانشستر سيتي) الحكام المساعدين: سيريل مونييه (فرنسا) مهدي الرحموني (فرنسا) الحكم الرابع: إسبن إسكاس (النرويج) حكم تقنية الفيديو: جيروم بريسارد (فرنسا) مساعدون حكم تقنية الفيديو: إريك واتيلييه (فرنسا) فدائي سان (سويسرا) | قواعد المباراة - 90 دقيقة - ركلات جزاء ترجيحية عند التعادل - اثنا عشر بديلا مسمى - خمسة تعديلات كحد أعلى |

### الاحصائيات
| Statistic         | مانشستر سيتي | نادي إشبيلية |
| ----------------- | ------------ | ------------ |
| الاهداف           | 1            | 1            |
| مجموع التسديدات   | 23           | 8            |
| التسديد على الهدف | 7            | 4            |
| Saves             | 3            | 6            |
| Ball possession   | 71%          | 29%          |
| الركنيات          | 8            | 0            |
| Fouls committed   | 5            | 14           |
| التسلسل           | 0            | 3            |
| بطاقات صفراء      | 0            | 3            |
| بطاقات حمراء      | 0            | 0            |

## اُنظر أيضًا
- نهائي دوري أبطال أوروبا 2023
- نهائي الدوري الأوروبي 2023
- نهائي دوري المؤتمر الأوروبي 2023
- نهائي دوري أبطال أوروبا للسيدات 2023

## الملاحظات
1. ↑  حصل كل فريق على ثلاث فرص فقط لإجراء التبديلات، باستثناء التبديلات التي تم إجراؤها في الشوط الأول.

## الوصلات خارجية
- كأس السوبر الأوروبي (الموقع الرسمي)